# Бад-Боклет
Бад-Боклет (нім. Bad Bocklet) — громада в Німеччині, розташована в землі Баварія. Підпорядковується адміністративному округу Нижня Франконія. Входить до складу району Бад-Кіссінген.
Площа — 36,20 км2. Населення становить 4611 ос. (станом на 31 грудня 2020).